# 波分复用

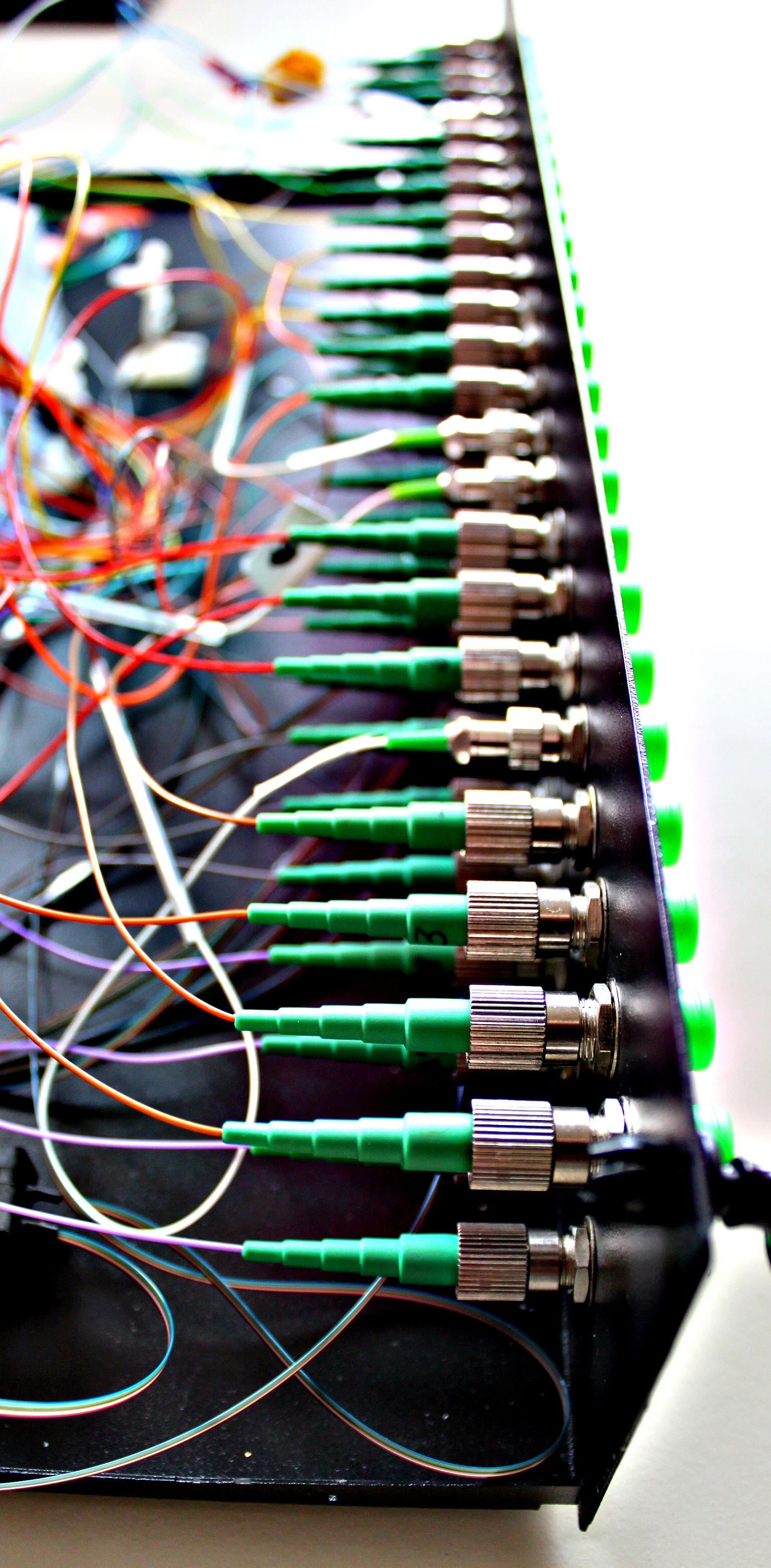
波分复用模块

波分复用（Wavelength Division Multiplexing，WDM）是利用多个激光器在单条光纤上同时发送多束不同波长激光的技术。每个信号经过数据（文本、语音、视频等）调制后都在它独有的色带内传输。WDM能使电话公司和其他运营商的现有光纤基础设施容量大增。
制造商已推出了DWDM（Dense Wavelength Division Multiplexing）系统，也叫密集波分复用系统。DWDM可以支持150多束不同波长的光波同时传输，每束光波最高达到100Gb/s的数据传输率。这种系统能在一条比头发丝还细的光缆上提供超过15Tb/s的数据传输率。
1. ↑  . fiber.ofweek.com.   [2024-07-14]. （原始内容存档于2024-07-14）.